# 1934 في الولايات المتحدة
فيما يلي قوائم الأحداث التي وقعت خلال عام 1934 في الولايات المتحدة.

## سياسة

### تعيين في المنصب
- 1 يناير – هنري مورغنثاو وزير الخزانة الأمريكي.
- 2 يونيو – فرانك فينلي مريم حاكم كاليفورنيا.

### انتهاء فترة المنصب
- 1 أبريل – وليام ماريون جاردين Kansas State Treasurer [الإنجليزية]‏.

## أفلام
من الأفلام التي صدرت هذه السنة في الولايات المتحدة:
- 1 يناير – الأرملة المرحة من إخراج إرنست لوبيتش.
- 1 يناير – الرجل النحيف من إخراج Lesley Selander [الإنجليزية]‏، دبليو. إس. فان دايك.
- 1 يناير – الموكب الأبيض من إخراج إيرفينغ كامينغز.
- 1 يناير – بيت روتشيلد من إخراج Sidney Lanfield [الإنجليزية]‏، Alfred L. Werker [الإنجليزية]‏.
- 1 يناير – جزيرة الكنز من إخراج فيكتور فليمنغ.
- 1 يناير – حدث ذات ليلة من إخراج فرانك كابرا.
- 1 يناير – عائلة باريت من شارع ويمبول من إخراج سيدني فرانكلين.
- 1 يناير – كليوباترا من إخراج سيسيل ديميل.
- 1 يناير – ليلة من الحب من إخراج فيكتور شيرتزينغر [الإنجليزية]‏.
- 1 يناير – محاكاة الحياة من إخراج جون إم. شتال.
- 1 يناير – مشية المغازلة من إخراج بوبي كونلي، فرانك بورزيج.
- 1 يناير – مطلقة غاي من إخراج Mark Sandrich [الإنجليزية]‏.
- 1 يناير – ميلودراما مانهاتن من إخراج دبليو. إس. فان دايك، جورج كوكور.
- 1 يناير – هنا تأتي البحرية من إخراج لويد بيكون.
- 1 يناير – يعيش فيلا من إخراج جاك كونواي، هاورد هوكس، جون واترس (مخرج)، ويليام آيه. ويلمان.

## كتب
من الكتب التي صدرت هذه السنة في الولايات المتحدة:
- 1 يناير – العالم كما أراه من تأليف ألبرت أينشتاين.
- 1 يناير – رقيق هو الليل من تأليف فرنسيس سكوت فيتسجيرالد.
- 1 يناير – مدار السرطان من تأليف هنري ميلر.

## مواليد

### يناير
- 3 يناير – كارلا هيلز أندرسون[1]
- 12 يناير – بوب ديشي ممثل أمريكي.[2]
- 12 يناير – بورديت هالدورسون لاعب كرة سلة من الولايات المتحدة الأمريكية.
- 19 يناير – فيل رولينز لاعب كرة سلة من الولايات المتحدة الأمريكية.
- 22 يناير – بيل بيكسبي[3]
- 23 يناير – لو أنطونيو ممثل أمريكي.[4]
- 27 يناير – جورج فولمير
- 30 يناير – تامي غرايميز[5]
- 31 يناير – جيمس فرانسيسكوس[6]

### فبراير
- 1 فبراير – بول كار ممثل أمريكي.[7]
- 2 فبراير – جوليا سامسون هايوارد لاعبة كرة مضرب من الولايات المتحدة.[8]
- 5 فبراير – هانك آرون لاعب كرة قاعدة من الولايات المتحدة الأمريكية.[9]
- 11 فبراير – تينا لويز[10]
- 12 فبراير – آن أوسبورن كروجر عالمة اقتصاد أمريكية.[11]
- 12 فبراير – بيل راسيل[12]
- 14 فبراير – فلورنس هندرسون ممثلة أمريكية.[13]
- 15 فبراير – بول إيكمان[14]
- 16 فبراير – أغسطس كوبولا[15][15]
- 17 فبراير – جون دايلي ضابط من الولايات المتحدة الأمريكية.
- 20 فبراير – بوبي أنسر سائق سيارة سباق من الولايات المتحدة الأمريكية.[16]
- 25 فبراير – توماس فوغارتي جراح من الولايات المتحدة الأمريكية.
- 27 فبراير – رالف نادر سياسي أمريكي.[17]

### مارس
- 9 مارس – ديل كلوز[18]
- 14 مارس – يوجين سيرنان رائد فضاء أمريكي.[19]
- 16 مارس – هوارد بيرغ
- 18 مارس – تشارلي برايد[20]
- 21 مارس – آل فريمان جونيور[21]
- 24 مارس – جيمس غليم رياضياتي أمريكي.[22]
- 25 مارس – غلوريا ستاينم[23]
- 26 مارس – ألان آركين[24]
- 31 مارس – ريتشارد تشامبرلين[25]

### أبريل
- 2 أبريل – بول كوهين رياضياتي أمريكي.[26]
- 8 أبريل – روبن فريمان لاعب كرة سلة أمريكي.
- 10 أبريل – ديفيد هالبرستام[27]
- 14 أبريل – فريدريك جيمسون[28]
- 18 أبريل – جيمس دروري[29]
- 20 أبريل – روبرت دوكوي[30]
- 23 أبريل – أنجيلا ماك إيوان ممثلة أمريكية.[31]
- 24 أبريل – شيرلي ماكلين ممثلة أمريكية.[32]
- 25 أبريل – جوني ماكارثي
- 28 أبريل – لويس دنكان[33]
- 28 أبريل – ويليام تيريل هودجز قاضي أمريكي.

### مايو
- 1 مايو – كارفر ميد[34]
- 4 مايو – مستر فوجي[35]
- 17 مايو – رونالد واين
- 19 مايو – بيل فيتش[36]
- 19 مايو – جيم لهرر كاتب أمريكي.[37]
- 20 مايو – مايكل ج. فلين
- 21 مايو – جاك تويمان لاعب كرة سلة أمريكي.
- 22 مايو – فريد روس[38]
- 23 مايو – روبرت موغ[39]
- 23 مايو – مريم جميلة كاتب أمريكي.[40]
- 28 مايو – بيتي شباز ممرضة من الولايات المتحدة الأمريكية.[41]
- 31 مايو – جيم هوتون[42]

### يونيو
- 5 يونيو – بيل مويرز صحفي أمريكي.[43]
- 7 يونيو – وين ستيوارت مغني أمريكي.[44]
- 13 يونيو – ليونارد كلينروك[45]
- 16 يونيو – بيل كوبس ممثل أمريكي.[46]
- 16 يونيو – ويليام شارب عالم اقتصاد أمريكي.[47]
- 22 يونيو – جيمس بيوركن فيزيائي أمريكي.[48]
- 22 يونيو – دون جوردن ملاكم من الولايات المتحدة الأمريكية.
- 26 يونيو – ديف غروزن ملحن أمريكي.[49]
- 29 يونيو – كوري ألين[50]

### يوليو
- 1 يوليو – سيدني بولاك[51]
- 9 يوليو – مايكل غرافيس[52]
- 11 يوليو – جوزيف ر. توينام دبلوماسي من الولايات المتحدة.
- 11 يوليو – وودي سولدسبيري لاعب كرة سلة أمريكي.[53]
- 12 يوليو – فان كليبورن عازف بيانو أمريكي.[54]
- 22 يوليو – لويز فليتشر[55]
- 23 يوليو – توم تجاردا[56]
- 29 يوليو – بوب بورو لاعب كرة سلة أمريكي.
- 29 يوليو – روث هيوارد
- 29 يوليو – ريتشارد بوشكا لاعب كرة سلة من الولايات المتحدة الأمريكية.[57]

### أغسطس
- 2 أغسطس – كارل كاين لاعب كرة سلة من الولايات المتحدة الأمريكية.
- 9 أغسطس – ميرل كلغور موسيقي أمريكي.[58]
- 16 أغسطس – دانيال ستيرن[59]
- 16 أغسطس – دوني دوناجان[60]
- 16 فبراير – أغسطس كوبولا[15][15]
- 18 أغسطس – روبرتو كليمنت[61]
- 19 أغسطس – رينيه ريتشاردز[62]
- 19 أغسطس – غوردون بيل[63]
- 21 أغسطس – جون هول فيزيائي أمريكي.[64]
- 21 أغسطس – رون سوبيشيك لاعب كرة سلة أمريكي.
- 22 أغسطس – نورمان شوارتسكوف[65]
- 26 أغسطس – توم هينسون
- 27 أغسطس – ديف بيونتيك لاعب كرة سلة أمريكي.

### سبتمبر
- 12 سبتمبر – غلين ديفيس[66]
- 14 سبتمبر – كيت ميليت[67]
- 16 سبتمبر – إلجين بايلور[68]
- 16 سبتمبر – جورج شاكيريس
- 17 سبتمبر – مورين كونولي لاعبة كرة مضرب أمريكية.[69]
- 20 سبتمبر – جيف موريس ممثل أمريكي.[70]
- 27 سبتمبر – ويلفورد بريملي ممثل أمريكي.

### أكتوبر
- 3 أكتوبر – كينيث جون فروست
- 7 أكتوبر – أميري بركة[71]
- 7 أكتوبر – ويلي نولس لاعب كرة سلة أمريكي.
- 12 أكتوبر – توماس لي جج سياسي أمريكي.[72]
- 12 أكتوبر – ريتشارد ماير مهندس معماري أمريكي.[73]
- 13 أكتوبر – جاك كولفين ممثل أمريكي.
- 18 أكتوبر – كارل إدوارد فيونو
- 23 أكتوبر – أرييه كابلان[74]
- 23 أكتوبر – مايكل دن
- 24 أكتوبر – جون جليسون كريمر[75]
- 26 أكتوبر – هوت رود هندلي[76]

### نوفمبر
- 2 نوفمبر – جوزيف إ. برينان سياسي أمريكي.
- 3 نوفمبر – بوب هوبكنز[77]
- 5 نوفمبر – جيب ستيوارت ماغرودر سياسي أمريكي.[78]
- 5 نوفمبر – فيكتور أرجو ممثل أمريكي.[79]
- 5 نوفمبر – نيك سميث سياسي أمريكي.
- 9 نوفمبر – كارل ساغان[80]
- 12 نوفمبر – تشارلز مانسن مجرم أمريكي.[81]
- 13 نوفمبر – غاري مارشال[82]
- 17 نوفمبر – جيم إنهوف سياسي أمريكي.[83]
- 22 نوفمبر – ويليام أرفيسون

### ديسمبر
- 1 ديسمبر – موريس كينغ لاعب كرة سلة أمريكي.
- 3 ديسمبر – فريد آلان وولف[84]
- 4 ديسمبر – فيكتور فرينش[85]
- 10 ديسمبر – هوارد تيمن[86]
- 19 ديسمبر – كاسبر تايلور سياسي أمريكي.
- 23 ديسمبر – دان سوارتز لاعب كرة سلة أمريكي.
- 25 ديسمبر – جون اشلي[87]
- 29 ديسمبر – إد فلاندرز ممثل أمريكي.[88]
- 30 ديسمبر – جوزيف بولونيا ممثل أمريكي.[89]
- 30 ديسمبر – جوزيف هور ضابط من الولايات المتحدة الأمريكية.
- 30 ديسمبر – جون باهكال فيزيائي أمريكي.[90]

## وفيات

### يناير
- 1 يناير – ويليام جرانت (مواليد 1846)

### مارس
- 24 مارس – جورج أوين سكوير (مواليد 1865) ضابط من الولايات المتحدة الأمريكية.[91]

### أبريل
- 4 أبريل – جون فرانسيس ديلون (مواليد 1884)[92]
- 6 أبريل – ديكسي كيد (مواليد 1883) ملاكم من الولايات المتحدة الأمريكية.
- 30 أبريل – هيو لينوكس سكوت (مواليد 1853) ضابط من الولايات المتحدة الأمريكية.[93]
- 30 أبريل – ويليام هنري ولتش (مواليد 1850)

### مايو
- 13 مايو – ألبري ايدسون سليبر (مواليد 1862) سياسي أميركي.[94]
- 19 مايو – إدوارد وليم نيلسون (مواليد 1855)[95]
- 22 مايو – جوزيف مور ديكسون (مواليد 1867) سياسي أمريكي.[96]

### يونيو
- 3 يونيو – ماركوس يوجين جونز (مواليد 1852)[97]
- 6 يونيو – تشارلز فرانسيس جينكينز (مواليد 1867) مخترع من الولايات المتحدة الأمريكية.[98]
- 7 يونيو – ويليام شيبرد (مواليد 1871)[99]
- 25 يونيو – ناثانيال لورد بريتون (مواليد 1859) عالم نبات أمريكي.[100]

### يوليو
- 3 يوليو – هاريس ريان (مواليد 1866) مهندس أمريكي.[101]
- 22 يوليو – جون ديلينجر (مواليد 1903) مجرم من الولايات المتحدة الأمريكية.[102]
- 26 يوليو – ويب هايز (مواليد 1856)[103]
- 26 يوليو – وينسر مكاي (مواليد 1871)[104]

### أغسطس
- 14 أغسطس – ريمون هود (مواليد 1881) مهندس معماري أمريكي.[105]

### أكتوبر
- 22 أكتوبر – شارلى أرثر فلويد (مواليد 1904)[106]
- 25 أكتوبر – فرانك سبراغ (مواليد 1857)[107]
- 26 أكتوبر – فالنتاين هول (مواليد 1867) لاعب كرة مضرب من الولايات المتحدة.

### نوفمبر
- 8 نوفمبر – جيمس بلدوين (مواليد 1861)
- 24 نوفمبر – فرانسيليا بيلينغتون (مواليد 1895) ممثلة أمريكية.[108]

### ديسمبر
- 10 ديسمبر – ثيوبالد سميث (مواليد 1859)[109]
- 12 ديسمبر – أوسكار جورك (مواليد 1883)
- 31 ديسمبر – كورنيليا كلاب (مواليد 1849) عالمة أمريكية.[110]